# Древните извънземни
Древните извънземни (на английски: Ancient Aliens) е американска документална телевизионна поредица на History Channel.

## Излъчване
Продукцията е на Prometheus Entertainment в документален стил, програмата представя хипотези за древните астронавти и предлага исторически текстове, археология и легенди с доказателства за древни контакти на хората с извънземни същества. Шоуто е критикувано за представяне на псевдонаука и псевдоистория.
Сериите започват със специален телевизионен епизод със същото име, излъчен на 8 март 2009 г. по History Channel. Сезони 1 – 3 също са излъчвани по същия канал до 2011 г. От сезон 4 до средата на сезон 7, сериите се излъчват по H2. На 10 април 2015 г. премиерите на епизодите отново са по History Channel.

## Продукция
Изпълнителният продуцент на Древните извънземни е Кевин Бърнс, който също режисира и пише пилотния епизод. Йоргос Цукалос е консултант продуцент и участва в пилотния епизод. Ерих фон Деникен също участва, а изследователят на НЛО Скот Литълтън е експертен консултант за шоуто до смъртта си през 2010 г.

## Сезони
| Сезон | Сезон | Епизоди | Оригинална дата на излъчване | Оригинална дата на излъчване |
| Сезон | Сезон | Епизоди | Премиера                     | Финал                        |
| ----- | ----- | ------- | ---------------------------- | ---------------------------- |
|       | Пилот | 1       | 8 март 2009 г.               | 8 март 2009 г.               |
|       | 1     | 5       | 20 април 2010 г.             | 25 май 2010 г.               |
|       | 2     | 10      | 28 октомври 2010 г.          | 30 декември 2010 г.          |
|       | 3     | 16      | 28 юли 2011 г.               | 23 ноември 2011 г.           |
|       | 4     | 10      | 17 февруари 2012 г.          | 4 май 2012 г.                |
|       | 5     | 12      | 21 декември 2012 г.          | 19 април 2013 г.             |
|       | 6     | 11      | 30 септември 2013 г.         | 13 декември 2013 г.          |
|       | 7     | 8       | 24 януари 2014 г.            | 14 март 2014 г.              |
|       | 8     | 9       | 13 юни 2014 г.               | 22 август 2014 г.            |
|       | 9     | 12      | 31 октомври 2014 г.          | 1 май 2015 г.                |
|       | 10    | 10      | 24 юли 2015 г.               | 9 октомври 2015 г.           |
|       | 11    | 15      | 6 май 2016 г.                | 2 септември 2016 г.          |
|       | 12    | 16      | 28 април 2017                | 15 септември 2017            |